# Església de São Domingos (Vila Real)
La Seu de Vila Real o São Domingos és una església a Vila Real, Portugal. Fou construïda al segle xv, i es considera el millor exemple d'arquitectura gòtica de la regió de Trás-os-Montes e Alto Douro. És la seu del bisbat de Vila Real des del 1924.

## Història
Com el seu nom indica, l'actual seu té l'origen en un convent dominicà fundat per monjos procedents de Guimarães al segle xv a la zona d'extramurs de Vila Real, al camp de Tavolado. El rei Joan I va donar terrenys al convent el 1421 i 1422, i les obres en començaren al 1424. La construcció del convent també l'apadrinaren els marquesos de Vila Real, la residència dels quals era a la rodalia.(2)

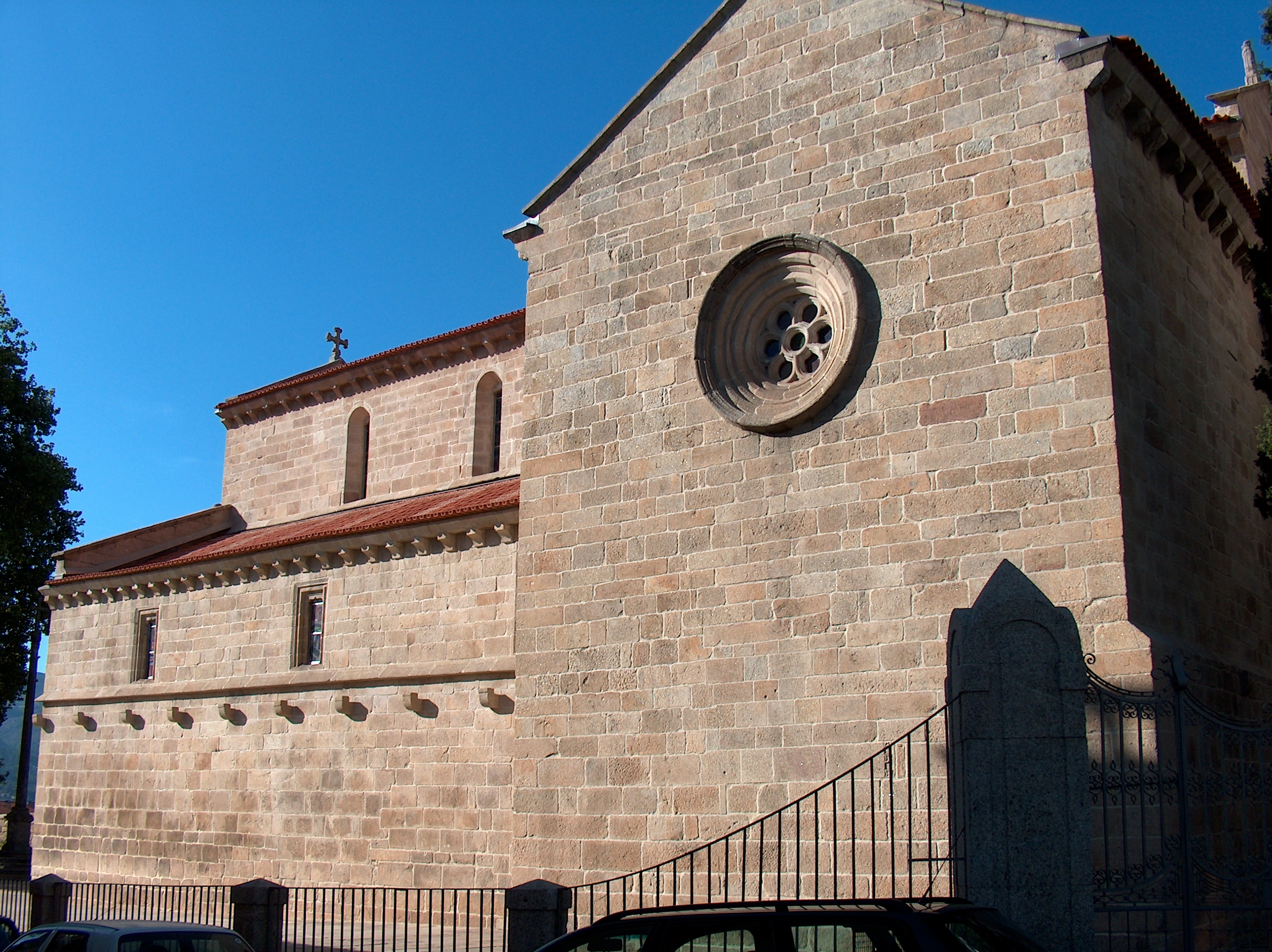
Vista de la façana lateral i transsepte amb rosassa

L'església fou reformada al segle xvi i, especialment, al XVIII, quan es va construir l'actual absis i el campanar de faiçó barroca.(1) Les dependències conventuals també es reformaren en aquesta època.(2)
El 1834, amb l'extinció dels ordes religiosos, l'església passa a ser la seu de la parròquia de São Dinis i el convent es reutilitzà com a caserna del Batalló de Caçadors.(2) El 1837 un gran incendi destruí l'interior del convent i part de l'església.(1) El 1922, el papa Pius XI crea la diòcesi de Vila Real, i l'antiga església del dominics de la ciutat es consagra catedral el 1924.(2) És classificada com a Monument Nacional el 1926.(1)
Fou restaurada en les dècades de 1930 i 1940 per la DGEMN. L'actual retaule principal, d'estil manierista, fou portat el 1938 del Monestir de São Dinis.(2)

## Característiques
Del segle xv, època de la fundació del convent, sobreviu l'església en estil gòtic sobri.(1) La planta és en creu llatina amb tres naus amb cobertura de fusta, i la nau central és més alta que les laterals. El transsepte s'il·lumina amb rosasses. L'actual absis és de planta quadrada i es realitzà al segle xviii.(2)
La façana principal revela la disposició en tres naus a l'interior. Té un portal amb arquivoltes apuntades inserit en un arrabà i flanquejat per grans contraforts. La façana conté nínxols amb sants de l'orde i una rosassa.(2) A l'interior, les naus són escassament il·luminades per finestres situades a la part superior de la nau central (claristori). La poca il·luminació i la robustesa de les parets és reminiscent de l'arquitectura romànica, que influí molt el gòtic del nord de Portugal.(1)
A mitjan segle xviii es construí un campanar al costat de l'absis, a la part posterior de l'església. Es tracta d'una torre de quatre pisos, rematada per una balustrada i cúpula.(2)
L'interior es troba desproveït de decoració des de la reforma dels anys 1930, però conté alguns arcosolis medievals.(2) L'actual retaule manierista de l'absis prové del Monestir de São Dinis. El 2003 s'hi col·locaren vitralls moderns de l'artista João Rodrigues Vieira (1934-2009) en una reforma realitzada per l'IPPAR.(1)